# Can Garrofí (Avinyó)
Can Garrofí és una masia situada al municipi d'Avinyó, a la comarca del Bages. S'ha ensorrat bona part de l'edifici i tan sols en sobreviuen una volta, parts de les parets, una porta i una tina situada a la façana del darrere.